# Frederiksborg (amt)
Pour les articles homonymes, voir Frederiksborg.
L'amt de Frederiksborg était un des amter du Danemark (département) avant 2007.

## Liste des municipalités
L'amt de Frederiksborg est composé des municipalités suivantes :
| - Allerød - Birkerød - Farum - Fredensborg-Humlebæk - Frederikssund - Frederiksværk - Græsted-Gilleleje - Helsinge - Elseneur - Hillerød | - Hundested - Hørsholm - Jægerspris - Karlebo - Skibby - Skævinge - Slangerup - Stenløse - Ølstykke |